# 2005-ös észt labdarúgó-bajnokság (első osztály)
A 2005-ös észt labdarúgó-bajnokság az észt labdarúgó-bajnokság legmagasabb osztályának 15. bajnoki éve volt. A pontvadászat 10 csapat részvételével zajlott. 
A bajnokságot a TVMK Tallinn nyerte az ezüstérmes Levadia Tallinn, és a bronzérmes Narva Trans előtt.

## A bajnokság végeredménye
M = Mérkőzés; Gy = Győzelem; D = Döntetlen; V = Vereség; RG = Rúgott gól; KG = Kapott gól; GK = Gólkülönbség; P = Pontok
B = Bajnok
* kupagyőztes
|  | UEFA-bajnokok ligája |
|  | UEFA-kupa            |
|  | UEFA Intertotó-kupa  |
|  | Osztályozó           |
|  | Kiesett              |

## Osztályozó
| 2005. november 13. |

| FC Ajax Lasnamäe | 1–0   | FC Kuressaare |
| ---------------- | ----- | ------------- |
| Rõtškov 49'      | (0–0) |               |

|  |

| 2005. november 19. |

| FC Kuressaare*       | 2–1   | FC Ajax Lasnamäe |
| -------------------- | ----- | ---------------- |
| Kluge 11' Pukk 90+1' | (1–0) | Andrejev 46'     |

|  |

* Az Ajax Lasnamäe idegenben szerzett góllal kivívta az első osztályban való szereplést és az FC Kuressaare kiesett, de mivel a Tervis Pärnu úgy döntött, hogy nem indul ezért maradhatott a legmagasabb osztályban.

## Góllövőlista élmezőnye
| Hely | Játékos              | Csapat          | Gólok |
| ---- | -------------------- | --------------- | ----- |
| 1    | Tarmo Neemelo        | TVMK Tallinn    | 41    |
| 2    | Maksim Gruznov       | Narva Trans     | 26    |
| 3    | Vjatšeslav Zahovaiko | Flora Tallinn   | 19    |
| –    | Ingemar Teever       | TVMK Tallinn    | 19    |
| 5    | Indrek Zelinski      | Levadia Tallinn | 18    |
| 6    | Egidijus Juška       | TVMK Tallinn    | 17    |
| 7    | Vitali Leitan        | Levadia Tallinn | 16    |
| 8    | Kristjan Tiirik      | Tammeka Tartu   | 15    |

## Külső hivatkozások
- rsssf.com